# Pterelao
Pterelao (in greco antico: Πτερέλαος?, Pterélaos) è un personaggio della mitologia greca, figlio di Tafio e re di Tafo e quindi, il nipote del primo Pterelao. Un'altra fonte fa di Tafio il figlio di Poseidone e Ippotoe, figlia di Mestore, a sua volta figlio di Perseo.
Fu padre di diversi figli (Cromio, Tiranno, Antioco, Chersidamante, Mestore, Polittore ed Evere) e di una femmina di nome Cometo.

## Mitologia
Il dio Poseidone aveva fatto crescere sulla sua testa un unico magico capello dorato che, fintanto che continuava a essere celato nella sua folta capigliatura, lo rendeva immortale e invincibile. Pterelao e la sua famiglia fecero irruzione nel bestiame del re di Micene, il che causò una spedizione di rappresaglia guidata da Anfitrione (che in seguito sarebbe divenuto il padre adottivo di Eracle). La figlia Cometo, innamorata follemente di Anfitrione, strappò il capello d'oro del padre, provocandone così la morte. Anfitrione poté quindi conquistare la città e condannò a morte la snaturata Cometo.
Secondo un'altra versione, accolta da Plauto, Anfitrione decapitò Pterelao in battaglia.